# Lady G
Janice Fyffe (Spanish Town, 7 mei 1968), beter bekend als Lady G, is een Jamaicaanse muzikante.

## Levensloop
Ze verwierf relatieve bekendheid met haar nummer Man a Bad Man dat gebruikt werd voor de soundtrack van de film Third World Cop uit 1999.
Andere bekende nummers zijn Nuff Respect, Round Table Talk (met Papa San), Certain Friends, Enough en Breeze Off.

## Discografie

### Hitlijsten
| Single met eventuele hitnotering(en) in de Nederlandse Top 40 | Datum van verschijnen | Datum van binnenkomst | Hoogste positie | Aantal weken | Opmerkingen                                            |
| ------------------------------------------------------------- | --------------------- | --------------------- | --------------- | ------------ | ------------------------------------------------------ |
| Girls Like Us                                                 | 2000                  | 08-07-2000            | 22              | 5            | met B-15 Project en Crissy D / Dancesmash op Radio 538 |

### Singles
Selectieve discografie van Lady G:
- God Daughter (1995, VP Records)
- Harmonatic (2007, Holloman)
- M'Enrage (2007, Goldengirl)
- Rated G (2007)